# Catch My Breath
«Catch My Breath» —en español: «Recuperar mi aliento»— es una canción de la cantante estadounidense Kelly Clarkson perteneciente a su primer álbum de grandes éxitos, Greatest Hits – Chapter One, de 2012. Clarkson la compuso con la ayuda de Jason Halbert y Eric Olson, y estos dos últimos la produjeron. Se lanzó como sencillo el 15 de octubre de 2012 por RCA Records. Según Nielsen SoundScan, hasta marzo de 2013, el sencillo vendió 1 066 000 descargas en los Estados Unidos.

## Antecedentes y lanzamiento
| «Representa lo que he sido, lo que he sentido y hacia donde voy no solo como una artista de 30 años que ahora es lo suficientemente inteligente para saber que es tiempo de parar, contener mi respiración, y estar orgullosa no solo de lo que se ha logrado, sino de todas las personas que me han ayudado a convertirme en la mujer que soy hoy» — Comentario de Kelly Clarkson acerca de la canción. |

El tema fue compuesto por Kelly Clarkson, Jason Halbert y Eric Olson y producido por estos dos últimos. Clarkson comentó que escribieron el tema «específicamente por el hecho de [que] "tengo 30 años, wow". Siento que al fin estoy empezando a ser feliz y establecerme [...] Es por eso que lo escribí». La intérprete comentó que: «Para celebrar la fuerza y la longevidad de mis fanes, amigos, y familia [que] me han apoyado [...] escribí "Catch My Breath" con uno de mis mejores amigos que me ha visto a través de todo». El tema debutó en el programa On Air with Ryan Seacrest el 10 de octubre de 2012. De acuerdo con Jarett Wieselman de The Insider es una «dulce balada up-tempo». Clarkson interpretó el tema en vivo por primera vez el 10 de octubre de 2012, en un concierto en Dublín, parte de su gira Stronger Tour.
De acuerdo con Jason Lipshutz de la revista Billboard el «comienzo lento» de la canción es «una cortina de humo para el himno animado que se vuelve "Catch My Breath"». Además agregó que en el verso «I've spent most of my time catching my breath / letting it go / turning my cheek for the sake of the show!» —en español: «He pasado la mayor parte de mi tiempo recuperando mi aliento / dejándolo ir / ¡girando mi mejilla por el bien del show!»— Clarkson canta sobre «pasar el resto de sus días apreciando lo que tiene y ser ella misma».

## Formatos
- Descarga digital

| «Catch My Breath» — Sencillo |                   |          |  |
| N.º                          | Título            | Duración |  |
| 1.                           | «Catch My Breath» | 4:11     |  |

| Catch My Breath Remixes — EP |                                      |          |  |
| N.º                          | Título                               | Duración |  |
| 1.                           | «Catch My Breath» (David Tort Remix) | 6:39     |  |
| 2.                           | «Catch My Breath» (Cutmore Remix)    | 5:43     |  |
| 3.                           | «Catch My Breath» (Ark Angel Remix)  | 3:38     |  |
| 4.                           | «Catch My Breath» (Cash Cash Remix)  | 3:53     |  |
| 5.                           | «Catch My Breath» (A-Lab Club Mix)   | 5:37     |  |
| 6.                           | «Catch My Breath» (Dean Cohen Remix) | 5:07     |  |
| 7.                           | «Catch My Breath» (Supasound Remix)  | 6:07     |  |

## Posicionamiento en listas

### Semanales
| País              | Lista                  | Mejor posición |             |
| 2012 - 2013       | 2012 - 2013            | 2012 - 2013    | 2012 - 2013 |
| ----------------- | ---------------------- | -------------- | ----------- |
| Alemania          | German Singles Chart   | 89             |             |
| Australia         | ARIA Top 50 Singles    | 40             |             |
| Austria           | Ö3 Austria Top 40      | 67             |             |
| Bélgica (Flandes) | Ultratop 50            | 70             |             |
| Canadá            | Canadian Hot 100       | 25             |             |
| Canadá            | Canadian Airplay Chart | 22             |             |
| Estados Unidos    | Billboard Hot 100      | 19             |             |
| Estados Unidos    | Digital Songs          | 11             |             |
| Estados Unidos    | Dance/Club Play Songs  | 1              |             |
| Estados Unidos    | Adult Pop Songs        | 10             |             |
| Estados Unidos    | Pop Songs              | 18             |             |
| México            | Mexico Airplay Chart   | 63             |             |
| Países Bajos      | Dutch Top 40           | 20             |             |
| Reino Unido       | UK Singles Chart       | 51             |             |

## Historial de lanzamientos
| País           | Fecha                  | Formato                            | Referencia  |
| -------------- | ---------------------- | ---------------------------------- | ----------- |
| Alemania       | 15 de octubre de 2012  | Descarga digital                   | [ 27 ]      |
| Australia      | 15 de octubre de 2012  | Descarga digital                   | [ 28 ]      |
| Austria        | 15 de octubre de 2012  | Descarga digital                   | [ 29 ]      |
| Bélgica        | 15 de octubre de 2012  | Descarga digital                   | [ 30 ]      |
| Canadá         | 15 de octubre de 2012  | Descarga digital                   | [ 31 ]      |
| Dinamarca      | 15 de octubre de 2012  | Descarga digital                   | [ 32 ]      |
| España         | 15 de octubre de 2012  | Descarga digital                   | [ 33 ]      |
| Estados Unidos | 15 de octubre de 2012  | Radio airplay y descarga digital   | [ 1 ] [ 4 ] |
| Estados Unidos | 4 de diciembre de 2012 | EP de remezclas (descarga digital) | [ 12 ]      |
| Francia        | 15 de octubre de 2012  | Descarga digital                   | [ 34 ]      |
| Irlanda        | 15 de octubre de 2012  | Descarga digital                   | [ 35 ]      |
| México         | 15 de octubre de 2012  | Descarga digital                   | [ 36 ]      |
| Nueva Zelanda  | 15 de octubre de 2012  | Descarga digital                   | [ 37 ]      |
| Países Bajos   | 15 de octubre de 2012  | Descarga digital                   | [ 38 ]      |
| Portugal       | 15 de octubre de 2012  | Descarga digital                   | [ 39 ]      |
| Reino Unido    | 15 de octubre de 2012  | Descarga digital                   | [ 40 ]      |
| Reino Unido    | 4 de diciembre de 2012 | EP de remezclas (descarga digital) | [ 11 ]      |
| Suecia         | 15 de octubre de 2012  | Descarga digital                   | [ 41 ]      |
| Tailandia      | 15 de octubre de 2012  | Descarga digital                   | [ 42 ]      |
| Taiwán         | 15 de octubre de 2012  | Descarga digital                   | [ 43 ]      |
| Vietnam        | 15 de octubre de 2012  | Descarga digital                   | [ 10 ]      |